# Effektspektrum
Effektspektrum för en stokastisk process beskriver hur energin är fördelad i frekvensplanet, även kallad för processens spektraltäthet. Effektspektrumet {\displaystyle R_{X}(f)} definieras som Fourier-transformen för processens autokorrelationsfunktion.
För en tidskontinuerlig stokastisk process {\displaystyle X} definieras effektspektrumet {\displaystyle R_{X}} som:
{\displaystyle R_{X}(f)={\mathcal {F}}[r_{X}(\tau )]=\int _{-\infty }^{\infty }r_{X}(\tau )e^{-j2\pi f\tau }d\tau }
För en tidsdiskret stokastisk process {\displaystyle X} definieras effektspektrumet {\displaystyle R_{X}} som:
{\displaystyle R_{X}(f)={\mathcal {F}}[r_{X}(k)]=\sum _{k=-\infty }^{\infty }r_{X}(k)e^{-j2\pi f\tau }}